# Пиплз, Сэмюэл
Сэмюэл Энтони Пиплз (англ. Samuel Anthony Peeples) (22 сентября 1917 — 27 августа 1997) –  американский сценарист и писатель. Он опубликовал несколько романов в Вестерн-жанре, часто под псевдонимом Брэд Уорд (англ. Brad Ward), прежде чем перейти на американское телевидение после того, как сценарист и писатель Фрэнк Грубер дал ему сценарий. Кроме написания сценариев для Вестерн-телевидения, он создал несколько Вестерн-телесериалов, включая, «Лансер» (1968), «Фронтовой цирк» (1961), «Высокий мужчина» (1960), и вместе с Дэвидом Вейсбартом телесериал «Кастер» (1967).
Пиплз был энтузиастом литературной научной фантастики, который также иногда писал научную фантастику для телевидения, начиная с предоставления советов и справочных материалов другу и коллеге Джину Родденберри, поскольку последний создал то, что стало оригинальным сериалом «Звёздного пути». Пиплз был одним из трёх сценаристов, выбранных для написания предлагаемого второго пилотного телесериала «Куда не ступала нога человека» (1965). Он внес свой вклад в первый транслированный эпизод мультсериала «Звездного пути» «За самой далёкой звездой» (1973). Он также работал с Родденберри над сценарием телефильма 1977 года (и неудачного пилотного сериала) «Призрак». Пиплз написал неиспользованный альтернативный сценарий «Worlds That Never Were» (с англ. — «Миры, которых никогда не было») для второго фильма «Звездного пути». Имя одного персонажа из его черновика, Доктор Савик, в конечном итоге было повторно использовано для персонажа лейтенанта Саавик. Он также был не указанным автором сюжета для этого фильма и получил номинацию на премию «Хьюго» за лучшую постановку вместе с автором сюжета Харви Беннеттом, автором сюжета и сценаристом Джеком Б. Совардсом и режиссёром Николасом Мейером который также был не указанным сценаристом.
Пиплз написал несколько эпизодов для телесериалов Filmation «Космическая академия» и «Звёздная команда Джейсона», а также написал сценарий для своего телемультфильма «Флэш Гордон: Самое великое приключение из всех».
Пиплз умер от рака 22 сентября 1997 года в возрасте 79 лет.

## Фильмы
- Привыкший к рёву[англ.] (с Уильямом Бауэрсом[англ.] и Робертом Карсоном[англ.]) 1967[5]
- Широко шагая 3[англ.] (с Ховардом Б. Крейтсеком) 1977[6]
- Звёздный путь II: Гнев Хана (с Харви Беннеттом, Джеком Б. Совардсом и Николасом Мейером, не указан) 1982[7]

## Создатель телесериалов
- Высокий мужчина[англ.]  1960[8]
- Фронтовой цирк[англ.] 1961[9]
- Кастер[англ.] (с Дэвидом Вейсбартом[англ.]) 1967[10]
- Лансер[англ.] 1968[11], и написал пилот «High Riders»[12]

## Телесценарии
| Год  | ТВ Сериал                          | Заметки                                         | Пр.    |
| ---- | ---------------------------------- | ----------------------------------------------- | ------ |
| 1958 | Истории Уэллс-Фарго                | 8 Эпизодов                                      | [ 13 ] |
| 1958 | Разыскивается живым или мёртвым    | 3 Эпизода                                       | [ 14 ] |
| 1958 | Стрелок                            | 1 Эпизод: «The Angry Gun»                       | [ 15 ] |
| 1959 | Бонанза                            | 1 Эпизод: «The Saddle Stiff»                    | [ 16 ] |
| 1960 | Есть оружие – будут путешествия    | 1 Эпизод: «Fight at Adobe Wells»                | [ 18 ] |
| 1963 | Правосудие Берка                   | 1 Эпизод: «A Very Important Russian Is Missing» | [ 19 ] |
| 1964 | Жулики                             | 1 Эпизод: «Our Men in Marawat»                  | [ 20 ] |
| 1965 | Человек с именем Шенандоа          | 2 Эпизода                                       | [ 21 ] |
| 1965 | Легенда о Джесси Джеймсе           | 7 Эпизодов                                      | [ 22 ] |
| 1966 | Звёздный путь                      | 1 Эпизод: «Куда не ступала нога человека»       | [ 23 ] |
| 1973 | Звёздный путь: Анимационный сериал | 1 Эпизод: «За самой далёкой звездой»            | [ 24 ] |
| 1978 | Звёздная команда Джейсона          | 9 Эпизодов                                      | [ 25 ] |

## Телефильмы
- Призрак[англ.] (с Джином Родденберри) 1977[26]
- Настоящий американский герой[англ.] 1978[27]
- Флэш Гордон: Самое великое приключение из всех[англ.] 1982[28]